# 普萊森特平原 (愛荷華州)
普萊森特平原（英語：Pleasant Plain）是一個位於美國愛荷華州傑佛遜縣的城市。

## 地理
普萊森特平原的座標為41°08′45″N 91°51′34″W / 41.14583°N 91.85944°W，而該地的平均海拔高度為229米（即751英尺）。

## 人口
根據2010年美國人口普查的數據，普萊森特平原的面積為2.64平方千米，當中陸地面積為2.64平方千米，而水域面積為0.00平方千米。當地共有人口93人，而人口密度為每平方千米35人。